# 塩化ウラン(III)
塩化ウラン(III) (UCl3) はウランと塩素の化合物である。主に使用済み核燃料の再処理に用いられる。塩化ウラン(IV)からさまざまな方法で合成されるが、塩化ウラン(IV)よりも不安定である。

## 生成
塩化ウラン(III)の生成法としては以下の二つが知られている。
1. 塩化ナトリウムと塩化カリウムを670 – 710 ℃で融解し、塩化ウラン(IV)と金属ウランを加える[1]。
{\displaystyle {\ce {3UCl4\ + U -> 4UCl3}}}
2. 塩化ウラン(IV)を水素と共に加熱する[2]。
{\displaystyle {\ce {2UCl4\ + H2 -> 2UCl3\ + 2HCl}}}

## 性質
塩化ウラン(III)の結晶ではウラン原子の周りを9つの塩素原子がほぼ等間隔で囲んでおり、 三冠三角錐構造（tricapped trigonal prismatic configuration, TTP）をとる
塩化ウラン(III)は室温では緑色の結晶性固体である。融点 837 ℃、沸点 1657 ℃で密度は 5.500  g/cm3 である。
塩化ウラン(III)は水に非常によく溶け吸湿性が高い。塩酸に溶解させると安定する。

## 用途

### 試薬
塩化ウラン(III)はテトラヒドロフランとメチルシクロペンタジエンとともにウランのメタロセン複合体の誘導に用いられる

### 触媒
塩化ウラン(III)は水素化アルミニウムリチウム  (LiAlH4) とアルケンからアルミン酸アルキル化合物を得る際の触媒として用いられる。

### 溶融塩
塩化ウラン(III)の溶融塩は使用済み核燃料の再処理における熱化学的な処理で重用され、主に使用済み核燃料から電解精錬法によりウランを抽出するのに用いられている。

## 水和物
塩化ウラン(III)の水和物は以下の3種が知られている。
- {\displaystyle {\ce {UCl3\cdot 2H2O\cdot 2CH3CN}}}
- {\displaystyle {\ce {UCl3\cdot 6H2O}}}
- {\displaystyle {\ce {UCl3\cdot 7H2O}}}

いずれも適量の水とプロピオン酸の存在下でアセトニトリル中で塩化ウラン(IV)を還元すると生じる。

## 危険性
塩化ウラン(III)の長期毒性については十分知られていないため、塩化ウラン(III)への曝露は必要最小限にすることが重要である。
塩化ウラン(III)は腎毒性を持ち、他の可溶性ウラン化合物と同様に、肺胞から血中に取り込まれる。